# Cophura calla
Cophura calla là một loài ruồi trong họ Asilidae. Cophura calla được Pritchard miêu tả năm 1943. Loài này phân bố ở vùng Tân nhiệt đới.